# Divatte-sur-Loire
Divatte-sur-Loire (bretonisch: Diwazh-Liger) ist eine französische Gemeinde mit 7.158 Einwohnern (Stand: 1. Januar 2022) im Département Loire-Atlantique in der Region Pays de la Loire. Sie gehört zum Arrondissement Nantes und zum Kanton Vallet. Die Einwohner werden Divattais genannt.
Die Gemeinde entstand mit Wirkung vom 1. Januar 2016 als Commune nouvelle durch die Zusammenlegung der ehemaligen Gemeinden La Chapelle-Basse-Mer und Barbechat.

## Geographie
Die Gemeinde Divatte-sur-Loire liegt etwa 18 Kilometer nordöstlich von Nantes in den Landschaften Pays Nantais und Goulaine an der unteren Loire und an der in die Loire mündenden Divatte, die die Grenze zum Département Maine-et-Loire bildet. Hier wird der Wein in den Anbaugebieten Gros Plant du Pays Nantais und Coteaux d’Ancenis produziert. Umgeben wird Divatte-sur-Loire von den Nachbargemeinden Le Cellier und La Varenne im Norden, Champtoceaux im Nordosten, Saint-Sauveur-de-Landemont im Osten, Landemont im Südosten, Le Loroux-Bottereau im Süden, Saint-Julien-de-Concelles im Südwesten, Thouaré-sur-Loire im Westen sowie Mauves-sur-Loire im Nordwesten.

## Bevölkerungsentwicklung
| Jahr                                                                 | 1962 | 1968 | 1975 | 1982 | 1990 | 1999 | 2013 | 2022 |
| -------------------------------------------------------------------- | ---- | ---- | ---- | ---- | ---- | ---- | ---- | ---- |
| Einwohner                                                            | 3111 | 3283 | 3536 | 4368 | 4917 | 5332 | 6655 | 7158 |
| Quellen: Cassini und INSEE; bis 2013 Addition der Vorgängergemeinden |      |      |      |      |      |      |      |      |

## Sehenswürdigkeiten

### La Chapelle-Basse-Mer
- Kirche Notre-Dame de l’Assomption, erbaut 1892 bis 1894 im neogotischen Stil
- Kapelle Saint-Simon aus dem 16. Jahrhundert, 1775 restauriert
- Kapelle Saint-Pierre-ès-Liens aus dem 16. Jahrhundert
- Windmühle von Bois-Méchine von 1750
- Schloss La Vrillière aus dem 17. Jahrhundert, Monument historique seit 2001
- Schloss La Mazure aus dem 17. Jahrhundert, Umbauten aus dem 19. Jahrhundert
- Schloss La Barrière
- Ruinen des Schlosses Épine Gaudin
- Trompette-Turm

### Barbechat
- Kirche Sainte-Marie-Madeleine

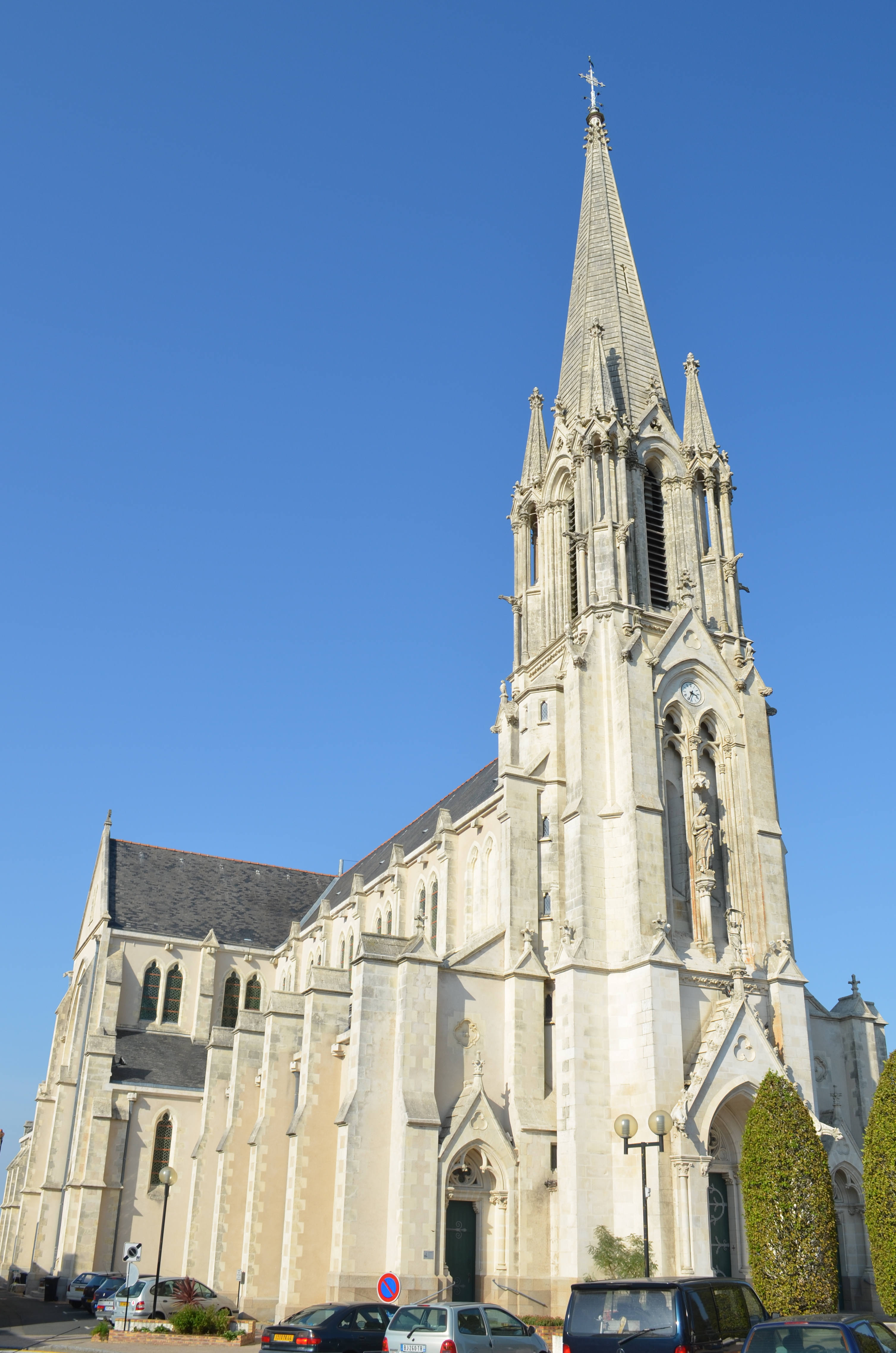
Kirche Notre-Dame de l’Assomption
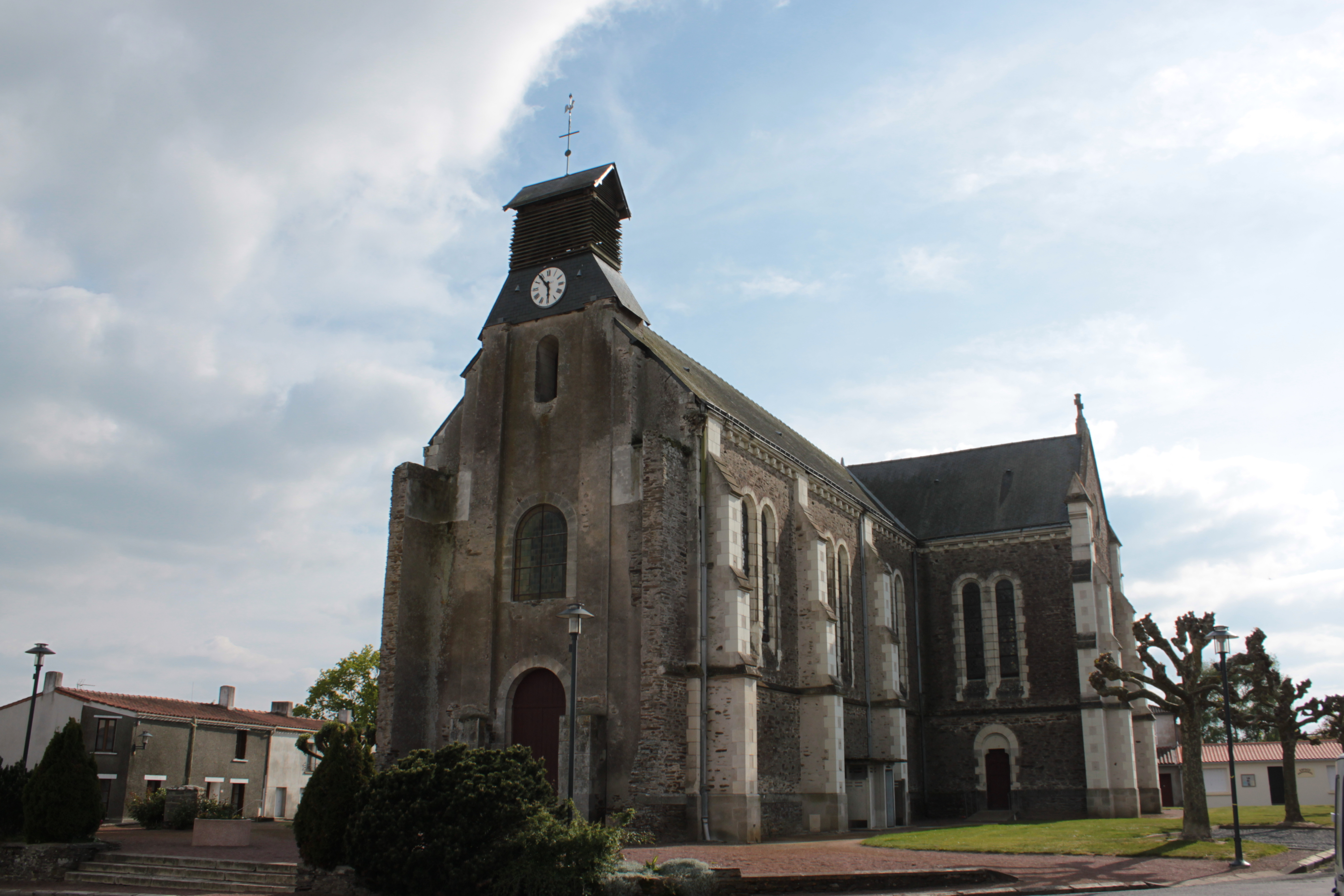
Kirche Sainte-Marie-Madeleine
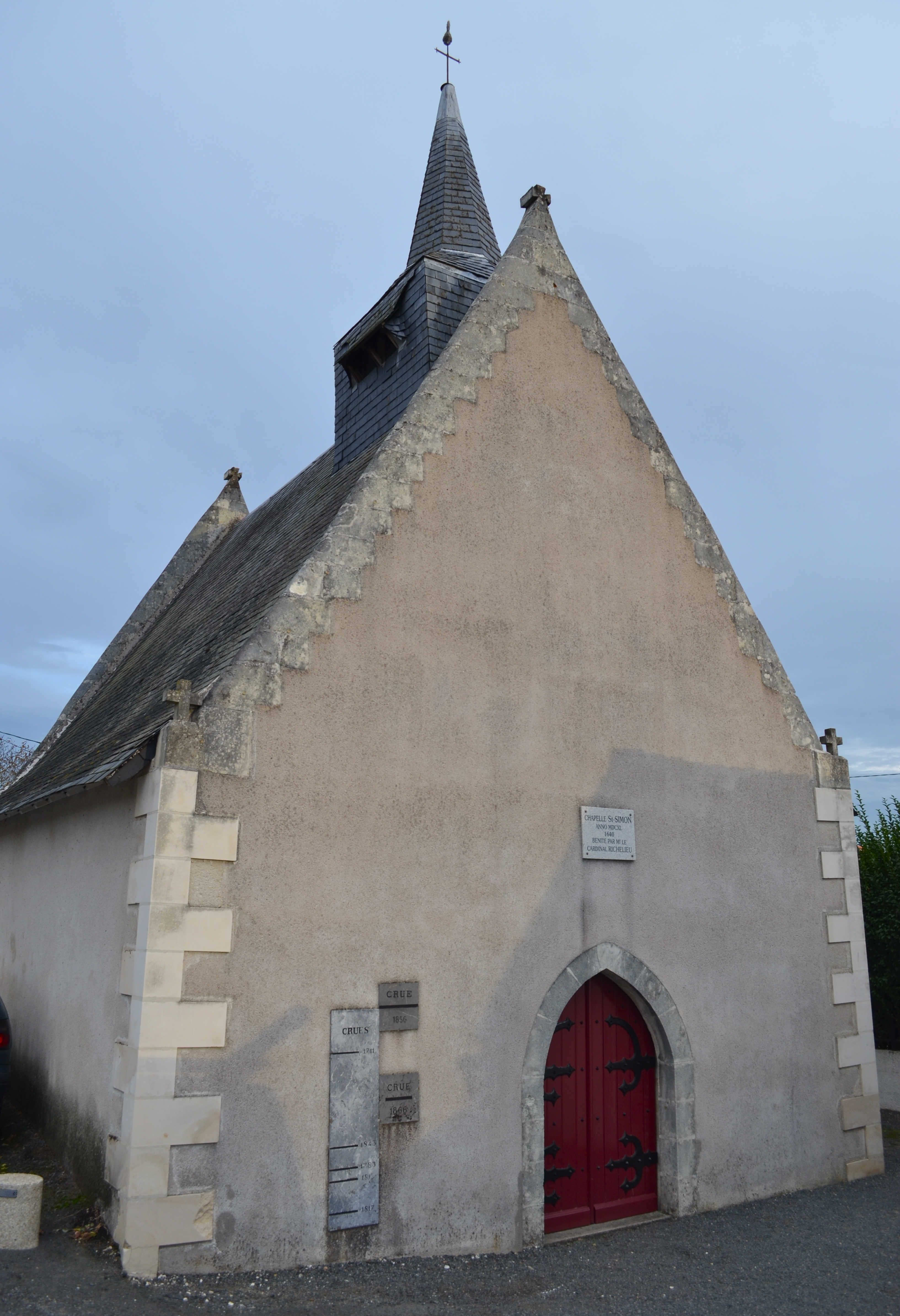
Kapelle Saint-Simon
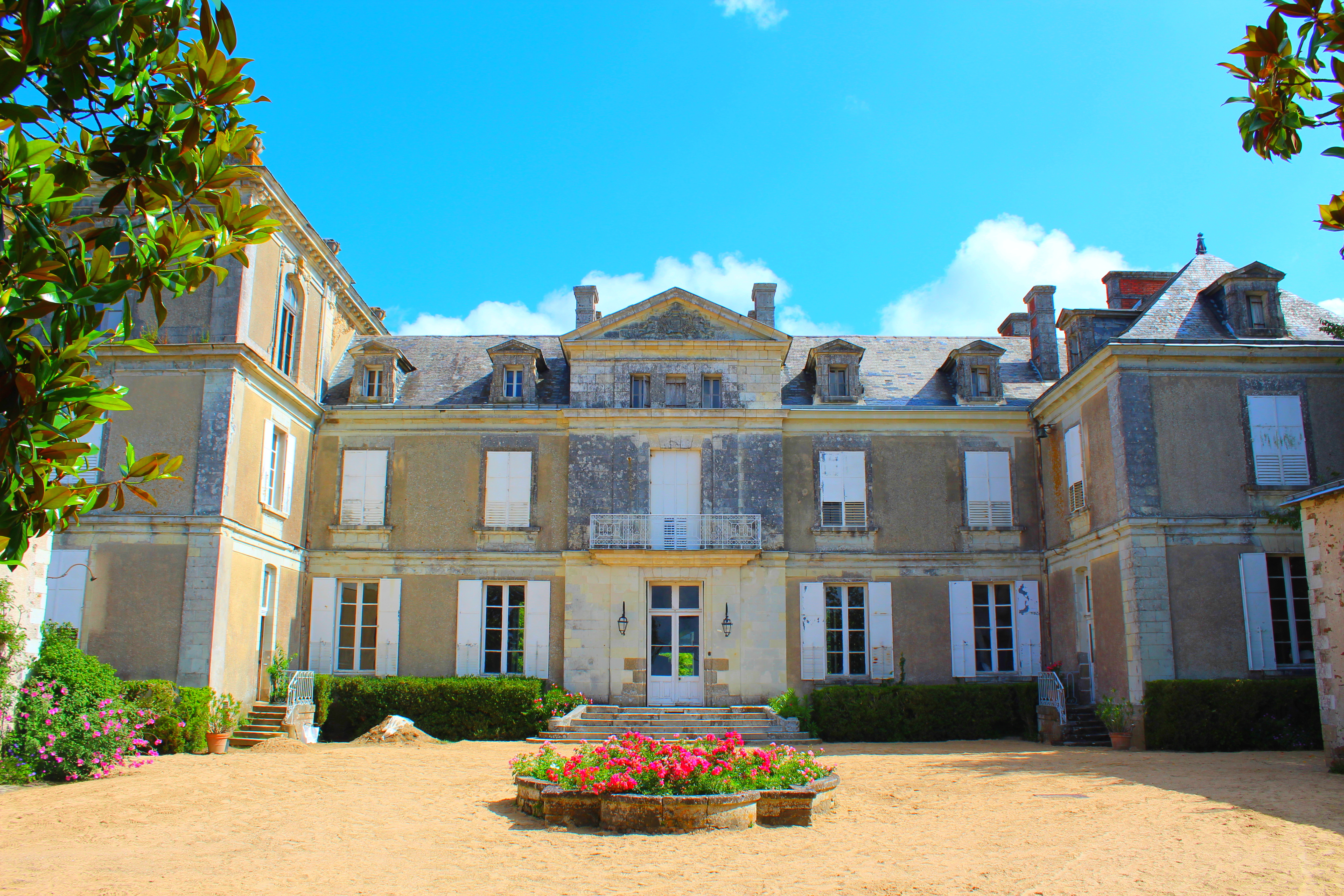
Schloss La Barrière
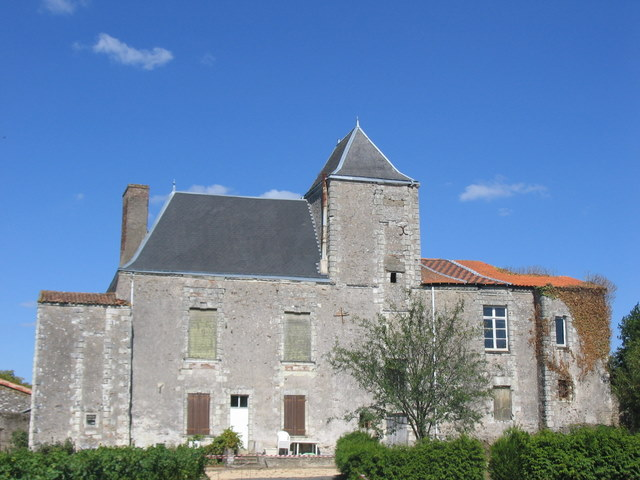
Schloss La Vrillière
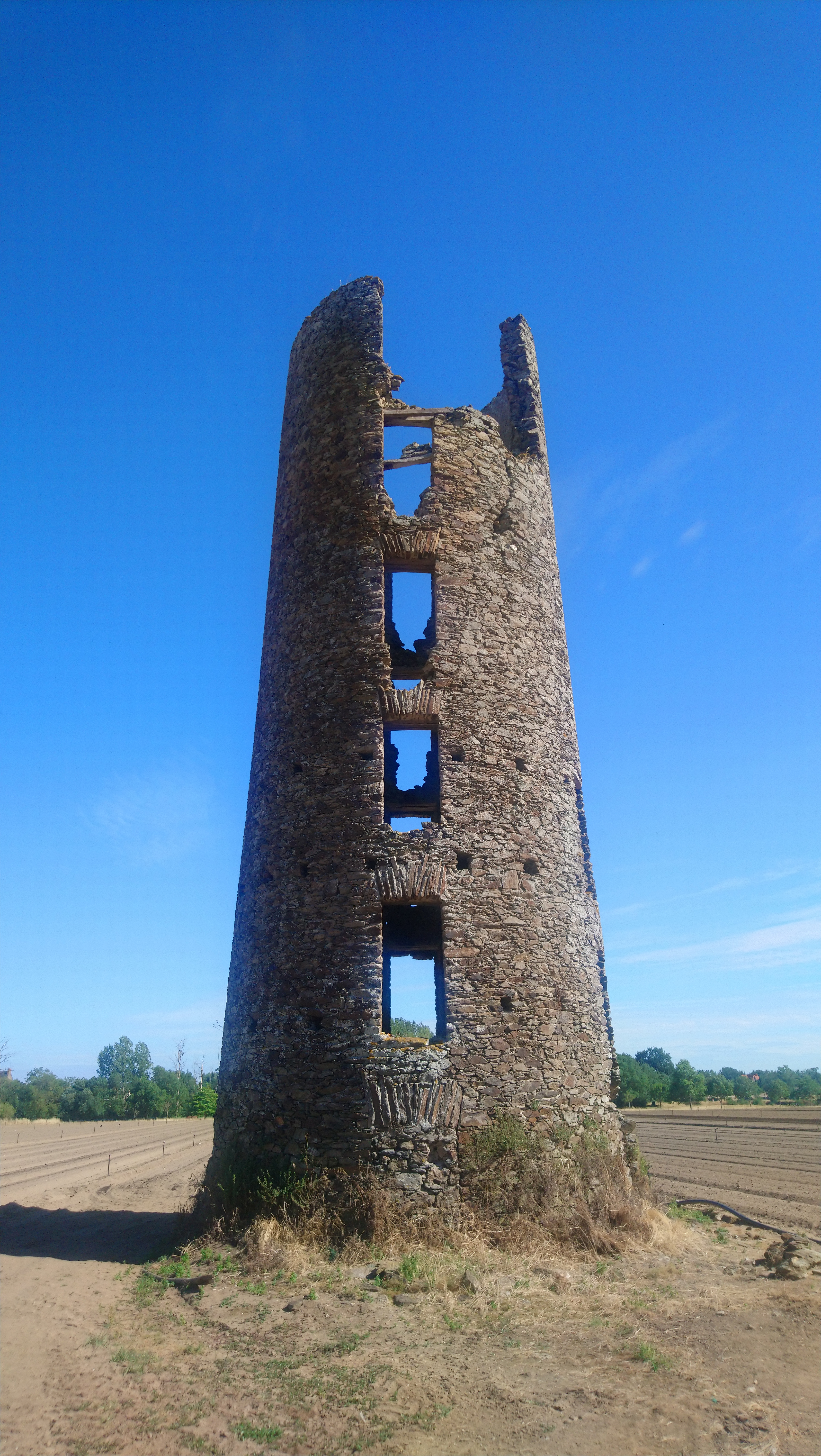
Ruinen der Windmühle „Trompe Souris“

## Persönlichkeiten
- Jean Clareboudt (1944–1997), Bildender Künstler